# Confederația Elvețiană (Napoleoniană)
Confederația elvețiană a fost un stat clientelar francez.